# عويسباوات
العويسباوات (الاسم العلمي:Eristalinae) هي أسرة من حشرات تتبع فصيلة السرفات من رتبة ذوات الجناحين. هي واحدة من أربع تحت فصائل من فصيلة السرفات. من الأنواع المعروفة المدرجة في هذه التحت فصيلة الذبابة اليعسوبية أو العويسبة الملحة.
غالبًا ما يتم تصنيف الأنواع في هذه الفصيلة الفرعية على أنها نحل بدلاً من الذباب بسبب تقليدها الاستثنائي، خاصة لتشبه نحل العسل (الفصيلة النحلية). أفضل إستراتيجية لتحديد الهوية بشكل صحيح هي النظر إلى عيونهم وأجنحتهم والمقارنة مع شكل الذبابة لتحديد عضويتها في فصيلة السرفات و/أو رتبة غشائيات الأجنحة.

## قبائل العويسباوات
- أسرة العويسباوات
  - القبيلة العويسباوية
    - جنس العويسبة